# 易服社會勞動
易服社會勞動是中華民國（臺灣）的一種司法制度，由2008年通過的《中華民國刑法》第41條修正案規定。易服社會勞動是指被處以六個月以下自由刑或拘役者可以無償進行社會勞動（如清掃大街）爲代價換取免入獄服刑。易服社會勞動每6小時的勞動可折抵刑期1日，需要在一年內完成所有社會勞動。臺灣的司法部門認爲，易服社會勞動可以迴避短期自由刑的缺陷，並幫助犯罪者更生融入社會。

## 類似刑罰
- 香港：社會服務令